# Míchel
José Miguel González Martín del Campo, cunoscut ca Míchel (pronunție în spaniolă [ˈmitʃel]; n. 23 martie 1963, Madrid, Spania), este un fotbalist spaniol retras din activitate, care a jucat pe post de mijlocaș la echipe ca Real Madrid, Real Castilla și Atlético Celaya⁠(d). Pe plan internațional, are prezențe la națională pentru Spania U-16⁠(d), Spania U-18⁠(d), Spania U-21, Spania⁠(d) și Spania. După încheierea carierei, a devenit antrenor, și antrenează în prezent pe Al-Qadsiah FC.
Míchel a fost selecționat de aproape 70 de ori la naționala Spaniei în anii 80'/90', și a reprezentat naționala la două Campionate Mondiale (marcând patru goluri la ediția din 1990) și la un Campionat European.

## Goluri internaționale
| #   | Data               | Stadion                                 | Oponent         | Scor | Rezultat | Competiția                         |
| --- | ------------------ | --------------------------------------- | --------------- | ---- | -------- | ---------------------------------- |
| 1.  | 18 decembrie 1985  | Luis Casanova, Valencia, Spania         | Bulgaria        | 1–0  | 2–0      | Meci amical                        |
| 2.  | 12 noiembrie 1986  | Benito Villamarín, Sevilla, Spania      | România         | 1–0  | 1–0      | Preliminariile UEFA Euro 1988      |
| 3.  | 14 octombrie 1987  | Sánchez Pizjuán, Sevilla, Spania        | Austria         | 1–0  | 2–0      | Preliminariile UEFA Euro 1988      |
| 4.  | 18 noiembrie 1987  | Benito Villamarín, Sevilla, Spania      | Albania         | 3–0  | 5–0      | Preliminariile UEFA Euro 1988      |
| 5.  | 11 iunie 1988      | Niedersachsenstadion, Hanover, Germania | Danemarca       | 0–1  | 2–3      | UEFA Euro 1988                     |
| 6.  | 14 septembrie 1988 | Carlos Tartiere, Oviedo, Spania         | Iugoslavia      | 1–0  | 1–2      | Meci amical                        |
| 7.  | 21 decembrie 1988  | Sánchez Pizjuán, Sevilla, Spania        | Irlanda de Nord | 3–0  | 4–0      | Preliminariile FIFA 1990           |
| 8.  | 22 ianuarie 1989   | Ta' Qali, Attard, Malta                 | Malta           | 0–1  | 0–2      | Preliminariile FIFA 1990           |
| 9.  | 23 martie 1989     | Benito Villamarín, Sevilla, Spania      | Malta           | 1–0  | 4–0      | Preliminariile FIFA 1990           |
| 10. | 23 martie 1989     | Benito Villamarín, Sevilla, Spania      | Malta           | 2–0  | 4–0      | Preliminariile FIFA 1990           |
| 11. | 20 septembrie 1989 | Riazor, A Coruña, Spania                | Polonia         | 1–0  | 1–0      | Meci amical                        |
| 12. | 11 noiembrie 1989  | Népstadion, Budapesta, Ungaria          | Ungaria         | 0–2  | 2–2      | Preliminariile FIFA 1990           |
| 13. | 13 decembrie 1989  | Heliodoro Rodríguez, Tenerife, Spania   | Elveția         | 1–0  | 2–1      | Meci amical                        |
| 14. | 17 iunie 1990      | Friuli, Udine, Italia                   | Coreea de Sud   | 1–0  | 3–1      | Campionatul Mondial de Fotbal 1990 |
| 15. | 17 iunie 1990      | Friuli, Udine, Italia                   | Coreea de Sud   | 2–1  | 3–1      | Campionatul Mondial de Fotbal 1990 |
| 16. | 17 iunie 1990      | Friuli, Udine, Italia                   | Coreea de Sud   | 3–1  | 3–1      | Campionatul Mondial de Fotbal 1990 |
| 17. | 21 iunie 1990      | Marc'Antonio Bentegodi, Verona, Italia  | Belgia          | 0–1  | 1–2      | Campionatul Mondial de Fotbal 1990 |
| 18. | 12 septembrie 1990 | El Molinón, Gijón, Spania               | Brazilia        | 3–0  | 3–0      | Meci amical                        |
| 19. | 13 noiembrie 1991  | Sánchez Pizjuán, Sevilla, Spania        | Cehoslovacia    | 2–1  | 2–1      | Preliminariile UEFA Euro 1992      |
| 20. | 22 aprilie 1992    | Benito Villamarín, Sevilla, Spania      | Albania         | 1–0  | 3–0      | Preliminariile FIFA 1994           |
| 21. | 22 aprilie 1992    | Benito Villamarín, Sevilla, Spania      | Albania         | 2–0  | 3–0      | Preliminariile FIFA 1994           |

## Palmares

### Ca jucător
Real Madrid
- La Liga: 1985–86, 1986–87, 1987–88, 1988–89, 1989–90, 1994–95
- Copa del Rey: 1988–89, 1992–93
- Copa de la Liga: 1984–85
- Supercopa de España: 1988, 1989, 1990, 1993
- UEFA Cup: 1984–85, 1985–86
- Copa Iberoamericana: 1994

### Ca antrenor
Olympiacos
- Superliga Greacă: 2012–13
- Cupa Greciei: 2012–13

### Individual
- La Liga Spanish Player of the Year: 1986
- Cupa Europeană: Golgheter 1988
- FIFA World Cup: Gheata de Bronz: 1990
- Ballon d'Or: 4th Place 1987

## Statistici de club
| Sezon         | Club          | Campionat                  | Meciuri   | Goluri    | Meciuri      | Goluri       | Meciuri | Goluri |
| Spania        | Spania        | Spania                     | Campionat | Campionat | Copa del Rey | Copa del Rey | Total   | Total  |
| ------------- | ------------- | -------------------------- | --------- | --------- | ------------ | ------------ | ------- | ------ |
| 1984–85       | Real Madrid   | La Liga                    | 26        | 2         | 8            | 2            | 43      | 7      |
| 1985–86       | Real Madrid   | La Liga                    | 31        | 7         | 5            | 0            | 48      | 9      |
| 1986–87       | Real Madrid   | La Liga                    | 44        | 5         | 6            | 0            | 58      | 5      |
| 1987–88       | Real Madrid   | La Liga                    | 35        | 14        | 7            | 1            | 50      | 19     |
| 1988–89       | Real Madrid   | La Liga                    | 36        | 13        | 10           | 2            | 51      | 15     |
| 1989–90       | Real Madrid   | La Liga                    | 37        | 8         | 6            | 0            | 46      | 10     |
| 1990–91       | Real Madrid   | La Liga                    | 36        | 8         | 4            | 1            | 46      | 10     |
| 1991–92       | Real Madrid   | La Liga                    | 38        | 11        | 6            | 3            | 54      | 16     |
| 1992–93       | Real Madrid   | La Liga                    | 37        | 9         | 6            | 1            | 51      | 13     |
| 1993–94       | Real Madrid   | La Liga                    | 37        | 11        | 4            | 1            | 47      | 14     |
| 1994–95       | Real Madrid   | La Liga                    | 13        | 2         | 0            | 0            | 18      | 2      |
| 1995–96       | Real Madrid   | La Liga                    | 33        | 6         | 1            | 1            | 42      | 8      |
| Mexic         | Mexic         | Mexic                      | Campionat | Campionat | Cupă         | Cupă         | Total   | Total  |
| 1996          | Celaya        | Primera División de México | 17        | 6         |              |              |         |        |
| 1997          | Celaya        | Primera División de México | 17        | 3         |              |              |         |        |
| Total         | Spania        | Spania                     | 403       | 96        | 63           | 12           | 554     | 128    |
| Total         | Mexic         | Mexic                      | 34        | 9         |              |              |         |        |
| Total carieră | Total carieră | Total carieră              | 437       | 105       |              |              |         |        |